# Basketball-Ozeanienmeisterschaft der Damen 2009
Die Basketball-Ozeanienmeisterschaft der Damen 2009, die dreizehnte Basketball-Ozeanienmeisterschaft der Damen, fand zwischen dem 31. August und 2. September 2009 in Canberra, Australien sowie Dunedin, Neuseeland statt. Zum ersten Mal richteten beide Länder gemeinsam die Meisterschaft aus. Gewinner war die Mannschaft Australiens, die zum zwölften Mal den Titel erringen konnte. In der Serie konnte Neuseeland klar 2:0 geschlagen werden. Da die Serie nach dem zweiten Spiel entschieden war, wurde auf Spiel drei verzichtet.

## Teilnehmende Mannschaften
Australien
| Nummer | Position | Name                     | Geburtsdatum | Größe      |
| ------ | -------- | ------------------------ | ------------ | ---------- |
| 4      |          | Natalie Hurst            | 08.04.1983   | 1,63 Meter |
| 5      |          | Jessica Bibby            | 23.08.1979   | 1,70 Meter |
| 6      | G        | Alicia Poto              | 28.03.1978   | 1,66 Meter |
| 7      | F        | Carly Wilson             | 08.07.1982   | 1,81 Meter |
| 8      | G        | Samantha Richards        | 24.02.1983   | 1,68 Meter |
| 9      | C        | Hollie Louise Grima      | 16.12.1983   | 1,89 Meter |
| 10     | F        | Jessica Mary Ellen Foley | 20.04.1983   | 1,79 Meter |
| 11     | C        | Elyse Penaluna           | 23.04.1988   | 1,93 Meter |
| 12     |          | Marianna Tolo            | 02.07.1989   | 1,96 Meter |
| 13     |          | Eva-I-Lotomua Afeaki     | 29.12.1984   |            |
| 14     |          | Rohanee Cox              | 23.04.1980   | 1,82 Meter |
| 15     |          | Liz Cambage              | 18.08.1991   | 2,03 Meter |

 Neuseeland
| Nummer | Position | Name                   | Geburtsdatum | Größe      |
| ------ | -------- | ---------------------- | ------------ | ---------- |
| 4      |          | Erin Jane Rooney       | 03.09.1990   | 1,73 Meter |
| 5      |          | Zoe Anne Kensington    | 23.03.1991   |            |
| 6      | PG       | Natalie Moore          | 10.10.1989   | 1,74 Meter |
| 7      |          | Antonia Edmondson      | 10.05.1987   | 1,81 Meter |
| 8      |          | Charmian Purcell       | 07.01.1979   | 1,80 Meter |
| 8      |          | Natalie Taylor         | 24.12.1982   | 1,82 Meter |
| 9      |          | Suzannah Bates         | 16.09.1987   | 1,73 Meter |
| 10     |          | Lisa Wallbutton        | 14.01.1986   | 1,83 Meter |
| 11     |          | Kate McMeeken-Ruscoe   | 19.11.1979   | 1,72 Meter |
| 12     |          | Philippa Kate Connell  | 10.07.1989   |            |
| 13     |          | Georgina Anne Richards | 03.09.1988   |            |
| 14     |          | Natasha Julia Hall     | 24.08.1991   | 1,83 Meter |
| 15     |          | Kimberly Barnes        | 29.11.1988   |            |

## Modus
Gespielt wurde in Form einer Best-of-Three Serie. Die Mannschaft, die zuerst zwei Siege erringen konnte, wurde Basketball-Ozeanienmeister der Damen 2009. 

## Ergebnisse
| 31. August 2009 19:30 | Bericht | Neuseeland                                                                                              | 48 – 98 | Australien                                                                     | Wellington |
| 31. August 2009 19:30 | Bericht | Punkte pro Viertel: 9 : 16, 16 : 29, 16 : 31, 7 : 22                                                    |         |                                                                                | Wellington |
| 31. August 2009 19:30 | Bericht | Punkte: Antonia Edmondson 19 Rebounds: Natalie Taylor 9 Assists: Suzannah Bates, Kate McMeeken-Ruscoe 2 |         | Punkte: Liz Cambage 22 Rebounds: Hollie Louise Grima 10 Assists: Alicia Poto 5 | Wellington |
| 31. August 2009 19:30 | Bericht | |         |                                                                                | Wellington |

| 2. September 2009 19:30 | Bericht | Australien                                                                    | 97 – 57 | Neuseeland                                                                            | Canberra |
| 2. September 2009 19:30 | Bericht | Punkte pro Viertel: 27 : 15, 26 : 12, 19 : 14, 25 : 16                        |         |                                                                                       | Canberra |
| 2. September 2009 19:30 | Bericht | Punkte: Jessica Bibby 19 Rebounds: Alicia Poto 9 Assists: Samantha Richards 4 |         | Punkte: Antonia Edmondson 11 Rebounds: Lisa Wallbutton 7 Assists: Antonia Edmondson 3 | Canberra |
| 2. September 2009 19:30 | Bericht |                                                                               |         |                                                                                       | Canberra |

| Australien            |
| Meister Australien    |
| Zwölfte Meisterschaft |

## Statistiken

### Individuelle Statistiken

#### Punkte
| Gesamt | Gesamt                   | Gesamt | pro Spiel | pro Spiel                | pro Spiel    |
| Platz  | Name                     | Anzahl | Platz     | Name                     | Durchschnitt |
| ------ | ------------------------ | ------ | --------- | ------------------------ | ------------ |
| 1      | Liz Cambage              | 40     | 1         | Liz Cambage              | 20,0         |
| 2      | Jessica Bibby            | 33     | 2         | Jessica Bibby            | 16,5         |
| 3      | Antonia Edmondson        | 30     | 3         | Antonia Edmondson        | 15,0         |
| 4      | Hollie Louise Grima      | 21     | 4         | Hollie Louise Grima      | 10,5         |
| 5      | Jessica Mary Ellen Foley | 20     | 5         | Jessica Mary Ellen Foley | 10,0         |

#### Rebounds
| Gesamt | Gesamt              | Gesamt | pro Spiel | pro Spiel           | pro Spiel    |
| Platz  | Name                | Anzahl | Platz     | Name                | Durchschnitt |
| ------ | ------------------- | ------ | --------- | ------------------- | ------------ |
| 1      | Hollie Louise Grima | 18     | 1         | Hollie Louise Grima | 9,0          |
| 2      | Liz Cambage         | 12     |           | Natalie Taylor      | 9,0          |
|        | Alicia Poto         | 12     | 2         | Liz Cambage         | 6,0          |
| 3      | Lisa Wallbutton     | 10     |           | Alicia Poto         | 6,0          |
| 4      | Natalie Taylor      | 9      | 3         | Lisa Wallbutton     | 5,0          |

#### Assists
| Gesamt | Gesamt            | Gesamt | pro Spiel | pro Spiel         | pro Spiel    |
| Platz  | Name              | Anzahl | Platz     | Name              | Durchschnitt |
| ------ | ----------------- | ------ | --------- | ----------------- | ------------ |
| 1      | Alicia Poto       | 8      | 1         | Alicia Poto       | 4,0          |
| 2      | Samantha Richards | 7      | 2         | Samantha Richards | 3,5          |
| 3      | Natalie Hurst     | 6      | 3         | Natalie Hurst     | 3,0          |
| 4      | Jessica Bibby     | 5      | 4         | Jessica Bibby     | 2,5          |
| 5      | Antonia Edmondson | 4      | 5         | Antonia Edmondson | 2,0          |

#### Blocks
| Gesamt | Gesamt            | Gesamt | pro Spiel | pro Spiel         | pro Spiel    |
| Platz  | Name              | Anzahl | Platz     | Name              | Durchschnitt |
| ------ | ----------------- | ------ | --------- | ----------------- | ------------ |
| 1      | Antonia Edmondson | 4      | 1         | Antonia Edmondson | 2,0          |
| 2      | Liz Cambage       | 2      | 2         | Liz Cambage       | 1,0          |
|        | Elyse Penaluna    | 2      |           | Rohanee Cox       | 1,0          |
|        | Marianna Tolo     | 2      |           | Elyse Penaluna    | 1,0          |
| 3      | Rohanee Cox       | 1      |           | Charmian Purcell  | 1,0          |

#### Steals
| Gesamt | Gesamt                   | Gesamt | pro Spiel | pro Spiel                | pro Spiel    |
| Platz  | Name                     | Anzahl | Platz     | Name                     | Durchschnitt |
| ------ | ------------------------ | ------ | --------- | ------------------------ | ------------ |
| 1      | Jessica Mary Ellen Foley | 5      | 1         | Jessica Mary Ellen Foley | 3,5          |
| 2      | Alicia Poto              | 4      | 2         | Alicia Poto              | 2,0          |
| 3      | Natalie Hurst            | 3      | 3         | Natalie Hurst            | 1,5          |
|        | Kate McMeeken-Ruscoe     | 3      |           | Kate McMeeken-Ruscoe     | 1,5          |
|        | Samantha Richards        | 3      |           | Samantha Richards        | 1,5          |

### Kollektive Statistiken

#### Punkte
| Gesamt | Gesamt     | Gesamt | pro Spiel | pro Spiel  | pro Spiel    |
| Platz  | Name       | Anzahl | Platz     | Name       | Durchschnitt |
| ------ | ---------- | ------ | --------- | ---------- | ------------ |
| 1      | Australien | 195    | 1         | Australien | 97,5         |
| 2      | Neuseeland | 105    | 2         | Neuseeland | 52,5         |

#### Rebounds
| Gesamt | Gesamt     | Gesamt | pro Spiel | pro Spiel  | pro Spiel    |
| Platz  | Name       | Anzahl | Platz     | Name       | Durchschnitt |
| ------ | ---------- | ------ | --------- | ---------- | ------------ |
| 1      | Australien | 90     | 1         | Australien | 45,0         |
| 2      | Neuseeland | 54     | 2         | Neuseeland | 27,0         |

#### Assists
| Gesamt | Gesamt     | Gesamt | pro Spiel | pro Spiel  | pro Spiel    |
| Platz  | Name       | Anzahl | Platz     | Name       | Durchschnitt |
| ------ | ---------- | ------ | --------- | ---------- | ------------ |
| 1      | Australien | 42     | 1         | Australien | 21,0         |
| 2      | Neuseeland | 12     | 2         | Neuseeland | 6,0          |

#### Blocks
| Gesamt | Gesamt     | Gesamt | pro Spiel | pro Spiel  | pro Spiel    |
| Platz  | Name       | Anzahl | Platz     | Name       | Durchschnitt |
| ------ | ---------- | ------ | --------- | ---------- | ------------ |
| 1      | Australien | 10     | 1         | Australien | 5,0          |
| 2      | Neuseeland | 7      | 2         | Neuseeland | 3,5          |

#### Steals
| Gesamt | Gesamt     | Gesamt | pro Spiel | pro Spiel  | pro Spiel    |
| Platz  | Name       | Anzahl | Platz     | Name       | Durchschnitt |
| ------ | ---------- | ------ | --------- | ---------- | ------------ |
| 1      | Australien | 9      | 1         | Australien | 4,5          |
| 2      | Neuseeland | 25     | 2         | Neuseeland | 12,5         |

## Abschlussplatzierung
| Rang | Mannschaft |
| ---- | ---------- |
| 1    | Australien |
| 2    | Neuseeland |

Australien qualifizierte sich durch den 2:0-Sieg in der Serie für die Basketball-Weltmeisterschaft 2010 in Tschechien. 